# Borso del Grappa
Borso del Grappa är en ort och kommun i provinsen Treviso i regionen Veneto i Italien. Kommunen hade 5 951 invånare (2018).